# Jacob Staehelin
Jacob Staehelin (født 25. september 1972) er en dansk journalist, der er redaktionschef for Sporten.dk, der drives af Berlingske Media og leverer stof til bl.a. Berlingske Tidende, B.T. og URBAN.
Staehelin blev student fra Aalborg Katedralskole i 1992 og uddannet journalist fra Danmarks Journalisthøjskole i 2003. Han blev derefter sporsjournalist ved Ritzau og kom i 2006 til B.T. som sportschef. Siden 2008 har han som følge af etableringen af Sporten.dk været redaktionschef for denne.